# Jämaja oja
Jämaja oja är ett vattendrag i Estland.   Det ligger i landskapet Saaremaa (Ösel), i den västra delen av landet, 230 km sydväst om huvudstaden Tallinn. Jämaja oja ligger på ön Ösel.